# Contentamento
Não se pode classificar completamente o contentamento, mas se sabe que pode-se ligá-lo a uma expectativa "completada", a uma sensação de prazer, satisfação e alegria.